# 假面騎士GEATS角色列表
假面騎士GEATS角色列表展示於朝日電視台放映的特攝劇集《假面騎士GEATS》各個角色。

## DGP參賽者

### 主要假面騎士
浮世英壽（うきよ・えーす）（簡秀吉、安東勇彌（童年）飾）（ 姜秋再（中國大陸配音） / 賈文安（台灣配音）/ 杜景煜、郭湛深、張振熙（香港配音））
假面騎士GEATS的變身者。21歲。
性格好勝的謎之青年，擁有天才般的戰鬥感，以在願望大賽不敗而自豪，自第一次參加願望大賽以來一直獲勝未曾落敗。
對其他參賽者都以各人的假面騎士名字作為稱呼。
於《假面騎士REVICE》最終話先行登場，從一輝手中拿走REVICE驅動器躍升帶扣。
為了找回自己的母親而從高中生時期開始不斷參加願望大賽，自稱公元元年開始參加。
時常把玩着一個有凱撒大帝頭像的硬幣。
於聯動劇場版《假面騎士THE WINTER MOVIE GOTCHARD & GEATS 最強克米☆GOTCHA大作戰》中得知曾養過一隻愛稱為「kon（コン）」的寵物狗，而在高中時期遇上了一場車禍而死亡。
變身後的台詞為：「來吧 現在開始就是重頭戲了！（日文：さあ ここからがハイライトだ）」
首集在願望大賽勝利後成為願神，以「我要成為世界級明星的世界」重塑世界，被稱為Star of the Stars of the Stars （日文：スター・オブ・ザ・スターズ・オブ・ザ・スターズ）。
第9話在邂逅篇的願望大賽勝利後再次成為願神，以「願望大賽的工作人員成為我家人的世界」重塑世界，開始與吉洛里和茲姆莉一起居住。
第11話得知英壽最初想許的願望是找到媽媽，但這個願望不知為何無法寫在卡片上。同時英壽在謀略篇大賽的願望是「我成為願望大賽工作人員的世界」。
第14話從韋恩口中得知自己的母親為前任引導員，最後因遊戲結束前未持有驅動器而被淘汰，但在第15話依照自己失去記憶前留下的線索，觸碰假面騎士BUFFA的ID核心恢復記憶，以過去曾許下的「我死之前都能參加願望大賽的世界」這個願望，從茲姆莉手中重新獲得驅動器。
第17話在乖離篇新賽季中寫下「我成為願望大賽GM的世界」的願望。
第23話從吉恩和貝羅芭的對話中推論出大賽營運方和觀看大賽的觀眾皆為遙遠未來的存在。
第26話藉由尼拉姆得知英壽實現了其前世四位願神寫下「當轉生的我有一天下定決心守護世界之時，能夠得到實現它的力量」的願望，讓尼拉姆確信英壽是不該存在的人。
第27話得知多次轉生是為了找到2000年前生離死別的最初的母親美津芽。貝羅芭指示邪魔徒騎士趁英壽因使用推進MK-II帶扣的副作用睡著時攻擊時，於第28話被景和與禰音拯救，遊戲再次開始後，對上貝羅芭時在受到吉恩的幫助下成功擊敗貝羅芭，要奪回視覺驅動器時被道長奪走。
第29話詢問光聖在過去禰音被綁架的地點獻花原因時被其拒絕回答，在比賽開始前代替禰音進行鬥牛遊戲的第二場比賽，在貝羅芭公開禰音身世後怒氣爆發，並在第30話消滅對戰的邪魔徒贏得勝利。
第31話因貝羅芭的暗示而對創世女神的真身產生懷疑，並向尼拉姆詢問，最後從大智口中確信自己是創世女神之子。
第32話在與道長對峙時成功搶奪視覺驅動器見到創世女神，聽到其悲鳴，憤怒地向前來回收驅動器的尼拉姆發動攻擊，最後在與尼拉姆戰鬥之時，被襲來的道長將兩人同時打入落穴中消滅。
第33話在道長與奇拉米兩人的戰鬥中突然復活，在第34話時，因為無法原諒讓母親被迫成為創世女神的願望大賽而攻擊奇拉米。在願望大逃殺開始後救出被道長盯上的景和、禰音和沙羅，並表示要實現沒有願望大賽的世界。
第38話見到母親美津芽後，對其發誓要創造誰都能幸福的世界，在願望大賽終幕時對斯維爾發起攻擊並將其擊敗，重塑新的世界。
第39話讓景和、禰音、道長和沙羅取回作為假面騎士的記憶，並讓景和和道長自行決定是否成為假面騎士與邪魔徒戰鬥。
第45話在與景和決鬥的中途放棄攻擊，被其攻擊後解除變身，在茲姆莉上前去阻止時，茲姆莉的身體與ID核心發出光芒後將其身上的創世之力吸收，變化為與成為創世女神的茲姆莉時相似的白髮樣貌，隨後再次重塑世界。
第46話在重塑回原本的世界後，作為代價成為創世之神並受到拘束，在沙羅成功被救出實現期盼的幸福後，身體的一部份石化。
第47話在感受到景和的戰鬥後，以自己的意識控制創世之力而恢復原本樣貌，並將吉特擊敗。
最終話被黑茲姆莉操控的茲姆莉槍殺後，成為神出現在負傷的景和、禰音和道長面前，擊敗斯維爾將「終幕的願望大賽」的人們回到原本的狀態，與景和等人告別後離開，世界變成忘記英壽存在但每個人都能幸福的世界。
於完結篇《假面騎士GEATS Jyamato·Awaking》中，在過了1000年後為假面騎士DOOMS GEATS的變身者，而為了阻止神邪魔徒的誕生，在尼拉姆的協助下藉由視覺驅動器從未來回到了現代。
- 「ACE輪迴轉世」的設定為一開始就決定的，英壽壓倒性強大的戰鬥能力也基於此。[13]

櫻井景和（さくらい・けいわ）（佐藤瑠雅飾）（ 李嘉祥（中國大陸配音） / 陳彥鈞（台灣配音）/ 潘昀雋（香港配音））
假面騎士TYCOON的變身者。22歲。
與姐姐一同生活的求職大學生，喜好志願服務和狸貓蕎麥麵，真誠希望世界和平的率直好人。在邂逅篇的願望大賽中寫下「世界和平」的願望。亦是少數願望大賽參賽者的願望並非是為了自己 。
第8話因身負重傷，判定無法繼續參賽而被淘汰。
第10話在重塑世界後，未參加謀略篇的願望大賽。
第11話中連同一起搭公車的乘客們一起被捲入邪魔徒的襲擊後，在第12話透過觸摸英壽的ID核心因而回復上屆大賽的記憶，並在吉洛里的許可下獲得了從丹波一徹那讓渡來的登錄權，正式參與謀略篇的願望大賽，於大賽中寫下了「讓所有退場者復活」的願望，並在第17話乖離篇新賽季中寫下相同的願望。
第28話與禰音一同救出被邪魔徒抓住的英壽，後從觀眾室的螢幕上得知英壽輪迴一事。
第29話被邪魔徒引入會場並參加鬥牛遊戲的第一場比賽，但因貝羅芭的陷阱而敗北。
第31話得知創世女神實現願望的原理，英壽和創世女神的關係後，因願望大賽失去父母，把無處發洩的憤怒發洩到英壽上，最後在比賽中被道長攻擊導致掉進洞裡而消滅。
第34話因凱凱拉向貝羅芭交涉而復活，並在凱凱拉的計畫下，為了保護姐姐沙羅而參加願望大逃殺，拯救被大智襲擊的禰音和姐姐，但在道長出現後被英壽救出。
第35話為了不讓沙羅發現自己重返大賽而潛藏在禰音和沙羅附近並保護，第36話在兩人被胴殼魚邪魔徒襲擊時，在沙羅面前變身並保護兩人。
第37話在延長賽中與禰音以及沙羅三人一同對抗道長，被道長擊倒後，在ID核心被其破壞前，因韋恩插手干涉導致ID核心沒被破壞。
第40話決定參加英壽的願望大賽，在沙羅失蹤後與英壽一同尋找大智詢問，英壽察覺異樣後聽從其指示脫離戰鬥，最後發現沙羅被道長擊倒而怒氣爆發，出拳打向道長。
第41話在英壽和韋恩與吉特戰鬥時將茲姆莉帶走，利用茲姆莉的祈願得到新的帶扣後，向道長發起戰鬥。
第42話綁架茲姆莉並與吉特會合，在茲姆莉變成不完全的創世女神後實現「願望大賽的犧牲者全部復活的世界」的願望重塑世界。
第43話得知家人們被黑幫騎士襲擊而亡後向吉特抗議，得到擊敗元凶英壽的答案，後擊敗幫派首領淺利切人，被凱凱拉推舉成為黑幫騎士的新首領。
第46話從英壽口中得知道長即使犧牲性命也要救沙羅而動搖，在凱凱拉企圖攻擊道長時介入，為自己過去的行為向道長道歉，並向凱凱拉訣別。
第47話被凱凱拉妨礙拯救人質時拒絕其提出的要求，在大智指示的邪魔徒救出人質後與凱凱拉對決，最後將其擊敗並消滅。
最終話在英壽創造的「每個人都可以幸福的世界」中，手握著ID核心並以成為警察為目標而學習著。
鞍馬禰音（くらま・ねおん）（星乃夢奈、松岡夏輝（童年）飾）（ 朔小兔（中國大陸配音） / 劉如蘋（台灣配音）/ 楊樂瑤（香港配音））
假面騎士NA-GO的變身者。4月1日生，18歲。
鞍馬財閥的獨生女，擁有財力和美貌的網紅，卻擁有想捨棄這一切名望的奇特夢想。
擁有1000萬訂閱者的影音頻道經常進行現場直播。
小時候有被綁架的經歷，被過分關心女兒的母親嚴密控制生活，禁止她接觸外界一切。
曾經告訴其他參賽者，自己在願望卡上寫了「一個可以遇見他命中註定的人的世界」的願望，而實際上對家失去歸屬感的她寫了「希望得到真正的愛」的願望，並在謀略篇和乖離篇賽季中寫下相同的願望。
第4話殭屍任務結束之後主動回家並第一次擋下母親的巴掌，宣言「總有一天會令母親自願給她離開這個家」。
第10話時以追加參賽者的身份回歸本屆的遊戲，並在末尾時得知英壽的真實目的。
第21話被冴發現自己是乖離篇大賽的願災星，但冴選擇淘汰自己而沒被揭穿。
第22話在被英壽懷疑自己是願災星後，比賽中企圖讓景和懷疑英壽是願災星，但反被景和識破，在第23話因比賽無法繼續進行而沒被投票。
第28話與景和一同救出被邪魔徒抓住的英壽，後從觀眾室的螢幕上得知英壽輪迴一事。
第29話在觀眾室慶生，接受粉絲們的祝福時被貝羅芭爆料，得知光聖真正的親生女兒在11年前的綁架案中就已經被殺害，自己則是創世女神創造出來的人類，並且受到觀眾的猛烈抨擊。
第30話在決賽開始時被邪魔徒強制抓進比賽會場，完全喪失戰意時被邱恩拯救，聽到邱恩熱情話語而醒悟後，兩人合力擊敗邪魔徒，最後因精疲力盡倒下而平局。
第33話世界重塑後被貝羅芭強行去碰觸ID核心而恢復記憶，在第34話參加願望大逃殺後見到沙羅，與其一同對抗前來襲擊的大智，最後在與大智、景和和道長的亂戰中被英壽救出。
第37話從邱恩口中得知即使勝利也無法實現願望，在延長賽中與景和以及沙羅三人一同對抗道長，最後ID核心被道長破壞而淘汰。
第40話因擔心光聖而回鞍馬家後，與伊瑠美談話中彼此吐露自身的心情。
第43話在被沼袋一男綁架並於第44話被光聖救出後，從光聖手中獲得ID核心，在貝羅芭企圖殺死光聖時許下願望讓ID核心變化為假面騎士NA-GO的ID核心並變身，成功將貝羅芭擊退。
最終話在英壽創造的「每個人都可以幸福的世界」中，在「GEATS的祠」中許下「抓住我的白馬王子」的願望，與邱恩共同行動。
- 鞍馬禰音這個名字的由來為「黑暗中閃耀的光芒」。[48]

吾妻道長（あづま・みちなが）（杢代和人飾）（ 魏一凡（中國大陸配音） / 孟慶府（台灣配音）/ 張振熙（香港配音））
假面騎士BUFFA的變身者。21歲。
對浮世英壽抱有競爭意識的謎之青年，在工地工作。
與浮世英壽同樣對其他參賽者用各人的假面騎士名字作為稱呼。
以前目睹參加DGP的好友今井透被其他假面騎士攻擊搶奪帶扣，導致被邪魔徒消滅，因而憎惡假面騎士，並寫下想要「擊潰所有假面騎士的力量」的願望，並在謀略篇賽季中寫下相同的願望。
第15話被洋城邪魔徒擊殺後，第16話以失去意識的狀態出現在邪魔花園裡。
第20話與貝羅芭聯手，在賽季中登場並向英壽襲擊。
第25話以參賽者的身分參與邪魔徒大賽。
第28話在貝羅芭被英壽擊敗時出面奪走她手上的視覺驅動器，並藉由此見到「創世女神」。
第29-30話在比賽期間對貝羅芭的卑劣作戰厭惡，比賽結束後打算與其訣別時，貝羅芭使用視覺驅動器，與貝羅芭和大智一同看見英壽的母親美津芽成為創世女神的“記憶”。
第31話將景和打入落穴後，第32話趁英壽與尼拉姆戰鬥時將兩人同時打入落穴而成為邪魔神，實現「擊潰所有假面騎士的力量」這個願望。
第33話中陸續地將新招募的假面騎士擊敗，在吉恩和奇拉米的面前現身後將視覺驅動器還給奇拉米，並提出變身戰鬥的要求，在第34話英壽復活並向奇拉米攻擊後，給予奇拉米最後一擊並將其消滅。
第40話決定參加英壽的願望大賽，得知邪魔徒出沒後，在不知情的狀況下對其攻擊，擊倒後發現該邪魔徒是沙羅，對後來趕到的景和承認是自己做的。
第44話從與大智的對話中發現復活沙羅的可能性，企圖將景和帶回英壽身邊，但被執意反抗的景和擊敗。
第46話為了奪回智慧之樹救出沙羅而與貝羅芭戰鬥，苦戰中以再次覺醒的「擊潰所有假面騎士的力量」下所變身的“邪魔神”形態擊敗貝羅芭，成功保護智慧之樹，但耗盡體力而跪倒在地。
最終話在英壽創造的「每個人都可以幸福的世界」中，開心的與同事們一同享受美味的肉。
於完結篇《假面騎士GEATS Jyamato·Awaking》中因體內殘留的「邪魔徒因子」被貝羅芭再度激發出來喚醒潛伏在體內「邪魔徒之力」但自身的願望讓浮世英壽使用創世之力將兩者結合在一起讓“邪魔徒之力”轉變成了「爆裂狂怒帶扣」；而後在與景和及禰音三人一同將國王邪魔徒擊敗後，將人類與邪魔徒兩者結合繁衍下來的孩子-春樹以「變得幸福」的口吻方式說服，而後與其照顧。
- 企劃階段時該角色年齡設定為23歲，但在全場一致決定由杢代飾演後對角色做一些修改，讓人能感受到該角色的年輕。[52][4]
- 道長這個名字的由來為「征服一條漫長道路的男人」。[53]

### 其他登場假面騎士
豪德寺武（ごうとくじ・たけし）（金城大和飾）（邢子皓 （中國大陸配音） / 張立昂（台灣配音）/ 黃文軒（香港配音））
假面騎士SHIROWE的變身者，黎明篇大賽的參賽者。
以救助人命為優先的消防員，擁有眾參賽者中首屈一指的正義感。
第1話在景和與禰音遭遇邪魔徒襲擊時出手救下他們，但隨後被城邪魔徒擊殺。
平孝人（たいら・たかひと）（長谷川朝晴飾）（ 李璐（中國大陸配音） / 張立昂（台灣配音）/ 陳力航（香港配音））
假面騎士GINPEN的變身者，邂逅篇大賽的參賽者。
景和去面試的某公司的人事部長，為創造出令自己身患絕症的兒子康復的世界而參加願望大賽。
第2話被邪魔徒擊殺。在當局遊戲第一輪結束後浮世英壽以「無名之狐」名義匿名向其子捐款以進行手術。
在被擊殺而出局後，身邊的親人以下落不明報警處理。
小金屋森魚（こがねや・もりお）（阿部公二飾） （ 李铫（中國大陸配音） / 胡鎮璽（台灣配音）/ 鄧燦陽（香港配音））
假面騎士MARY的變身者，邂逅篇大賽的參賽者。45歲。
為人遊手好閒，性格輕浮而過於熱情，實際擁有騙子般的性格，真實身分為違法賭場的荷官。
第6話因獲得總分最低而被淘汰。
在失去了假面騎士資格和願望大賽的記憶後，回到正常的生活。
墨田奏斗（すみだ・かなと）（宮本龍之介飾）（ 瀚墨（中國大陸配音） / 喬資淯（台灣配音）/ 譚禹晋（香港配音））
假面騎士DA・PAAN的變身者，邂逅篇大賽的參賽者。18歲。
性格冷酷的高中生，原籃球校隊隊員，和道長一樣以願神為目標，孤狼般的存在。
因交通意外被奪走了籃球生涯，而開始討厭世界、憎恨世界的一切，所以在願望大賽中寫下「希望人類滅亡的世界」的願望。
第4話因獲得總分最低而被淘汰。
第45話因貝羅芭的協助而加入遊戲，以「看見幸福的人就想破壞」為理由向禰音和伊瑠美攻擊。
最終話在英壽創造的「每個人都可以幸福的世界」中，在「GEATS的祠」裡掛著「想打籃球」的願望繪馬。
- 在角色塑造上以讓周遭的人不幸作為角色設定，來與想要幸福的禰音形成鮮明的對比。[55]

晴家韋恩（はれるや・うぃん）（崎山翼飾）（ 徐宇隆（中國大陸配音） / 喬資淯（台灣配音）/ 郭俊廷（香港配音））
假面騎士PUNKJACK的變身者，邂逅篇大賽的臨時參賽者，謀略篇大賽的參賽者，亦於《電影 假面騎士GEATS 四人的ACE與黑狐》登場。
為大財閥家族出身，熱愛音樂，常自稱自己為龐克搖滾樂手，但由於音樂夢碰壁不斷，而只好奉家族之命加入願望大賽，成為那裡的工作人員之一。
於外傳《GEATS EXTRA 假面騎士PUNKJACK》中得知曾所屬名為「Weather Hearts」的搖滾樂團，也一度以警備隊隊員的身份參與願望大賽的營運。
正式出場前被禁止說話或露臉，都以變身後的形態示人，性格上相當冷漠而且缺乏團隊概念，甚少對其他人的言行作出回應。
在露臉後，所表現的性格卻非常的輕浮和自戀，時常在大賽休息時間演奏電子吉他，但也有著自己的計謀，不變的是他在大賽中都只按自己的節奏去戰鬥。
第5話為滿足雙人遊戲人數要求而被茲姆莉抽中參賽，第6話因獲得總分最低而被淘汰。
第10話得知為吉洛里的指使，試圖讓英壽從大賽中退場，第14話韋恩表示自己也因此在這次大賽寫下了「沒有願望」，在得知吉洛里毀約，被其背叛後選擇與英壽共鬥，向變身成假面騎士GLARE的吉洛里攻擊卻反被洗腦。
第16話在被操控的狀態，強制抓住英壽自爆而消滅。
第35話在斯維爾的權限下復活，隨後被尼拉姆下達準備進行撤收，在第36話尼拉姆下令調查美津芽後於第37話進行調查，後亂入戰鬥阻止道長破壞景和的ID核心，並將調查結果全盤托出。
第39話答應協助英壽調查營運的動向，第41話告知英壽關於營運方的目的在於讓茲姆莉成為新的創世女神一事。
第45話潛入綁架茲姆莉的藏身處，被吉特擊倒的同時成功將茲姆莉釋放。
最終話在英壽創造的「每個人都可以幸福的世界」中，再次成為龐克搖滾樂手為目標，繼續進行音樂活動。
- 在第45話與吉特的打戲中，受到攻擊而擊飛等高度動作由作為假面騎士PUNKJACK的皮套演員蔦宗正人作為替身飾演。[25]

丹波一徹（たんば・いってつ）（藏内秀樹飾）（ 李昊甲（中國大陸配音） / 胡鎮璽（台灣配音）/ 周鑫霆（香港配音））
假面騎士KEILOW的變身者，謀略篇大賽的參賽者，亦於《電影 假面騎士GEATS 四人的ACE與黑狐》登場。68歲。
年事已高的老人，在願望大賽中寫下「重返青春」的願望。
第12話中將自己的登錄權讓渡給了景和而遭到淘汰。
八木沼雪繪（やぎぬま・ゆきえ）（大田路飾）（ 良二（中國大陸配音） / 劉如蘋（台灣配音）/ 成樂怡（香港配音）） 
假面騎士LETTER的變身者，謀略篇大賽的參賽者。
性格膽小，在願望大賽中寫下「希望變瘦10公斤，和自己喜歡的人結婚」的願望。
第10話因害怕而逃離戰鬥時被邪魔徒擊殺。
我那霸冴（がなは・さえ）（小貫莉奈飾）（ 赵双（中國大陸配音） / 連婉鈞（台灣配音）/ 陳雪瑩（香港配音））
假面騎士LOPO的變身者，乖離篇大賽的參賽者，亦於《電影 假面騎士GEATS 四人的ACE與黑狐》登場。22歲。
被稱為靈長類最快的運動員少女，曾在願望大賽中晉級至決賽，在乖離篇賽事中寫下「不會因年齡而衰減的運動能力」的願望。
在父親病倒而不得不關閉自家的沖繩料理店，為了養家餬口，並幫助弟弟們實現他們在體育運動上進軍全國的夢想而參加願望大賽。
第21話在遊戲結束後，因願災星投票得票數最高而被淘汰。
五十鈴大智（いすず・だいち）（後藤大 飾）（ 商桐（中國大陸配音） / 張立昂（台灣配音）/ 嚴鎮華（香港配音））
假面騎士NADGE SPARROW的變身者，乖離篇大賽的參賽者。24歲。
擁有「天才問答王」稱號的頭腦派玩家，曾在願望大賽中晉級至決賽，在乖離篇賽事中寫下「想擁有全人類記憶」的願望。
擁有非常敏銳的觀察力，只靠幾句說話和幾個行為動作就能推理猜出其他參加者許下的願望，甚至能比英壽更快找到通關方式。
雖然擁有過人的才智，但在性格方面十分卑劣及缺乏道德感，經常為了自身目的使出卑劣手段，同時善於挑撥離間。
在英壽的世界中，為了獲得全人類的記憶，構築自己的世界，開發能寄生在人類身上的邪魔徒，也將自己改造成馬爾拉邪魔徒。
第19話在遊戲結束後，因願災星投票得票數最高而被淘汰，並在第21話與貝羅芭聯手，成為對抗假面騎士的游擊隊參謀。
第30話在得知創世女神相關的歷史紀錄後，第31話出現在英壽和景和面前說出創世女神的真相。
第35話對禰音和沙羅設下陷阱，企圖讓道長對兩人攻擊，卻反被道長盯上，最後自己的ID核心被其搶奪而淘汰。
第39話在植物研究室培養出改良品種的邪魔徒，並自稱自己為「支配新世界的邪魔神」。
第42話與景和交戰，劣勢時向凱凱拉求助被其拒絕後得知自己和景和被利用，被擊敗後企圖號召共鬥但被其無視。
第47話趕到景和和沙羅所在處後與凱凱拉對峙但被其擊敗，並與景和一同被其綁走，在邪魔徒企圖襲擊人質時控制自己培育的邪魔徒，並表示一切都在計畫中。
最終話在英壽創造的「每個人都可以幸福的世界」中，為了讓邪魔徒也能幸福的生活而持續研究，試圖讓邪魔徒與人類共生成為可能。
於完結篇《假面騎士GEATS Jyamato·Awaking》中於被摧毀的邪魔庭園找到了邪魔徒的種子，而後將該種子孕育成了擁有隱藏力量能變成一般人類的新品種變異種邪魔徒。
櫻井沙羅（さくらい・さら）（志田音音飾）（曾梦玉 （中國大陸配音） / 連婉鈞（台灣配音）/ 莫曉晴（香港配音））
假面騎士HAKUBI的變身者，慕情篇大賽的參賽者。24歲。
櫻井景和的姐姐，辦公室職員（OL），也是網紅禰音的忠實粉絲。
第2話在世界重塑後同時成為了禰音和英壽的粉絲。
第8話觸碰到景和的ID核心恢復記憶後，得知10年前因事故而死亡的雙親，實際上是因為被邪魔徒攻擊而死亡。
第34話為了救回景和而聽從凱凱拉的提議參加願望大逃殺，在見到禰音後一同對抗大智，因不習慣戰鬥而被大智擊倒昏迷，最後在大智、景和和道長的亂戰中被英壽救出。
第37話從禰音口中得知即使勝利也無法實現願望而動搖，在延長賽中與景和以及禰音三人一同對抗道長，最後ID核心被道長破壞而淘汰。
第40話被大智使用邪魔徒寄生變成邪魔徒，並逐漸進入無法恢復原樣的第二階段，後被不知情的道長擊倒，最後在無法脫離寄生的狀況下被吞入至地下。
第46話在景和對智慧之樹使用從大智手中得到裝在超級大燒瓶的血清後與樹分離並復活。
最終話在英壽創造的「每個人都可以幸福的世界」中，在「GEATS的祠」中掛著寫下諸多願望的繪馬。
雨宮弘樹（あまみや・ひろき）（二葉要飾）

## DR參賽者
浮世英壽（うきよ・えーす）（簡秀吉飾）
櫻井景和（さくらい・けいわ）（佐藤瑠雅飾）
鞍馬禰音（くらま・ねおん）（星乃夢奈飾）
吾妻道長（あづま・みちなが）（杢代和人飾）
轟戒真（とどろき・かいま）（大貫勇輔飾） / 鄧燦陽（香港配音）
五十嵐一輝（いがらし・いっき）（前田拳太郎飾）
拜斯（木村昴聲）
秋山蓮（あきやま・れん）（松田悟志飾）
淺倉威（あさくら・たけし）（萩野崇飾）
鏡像城戶真司（須賀貴匡二飾）

## DGP營運
茲姆莉（青島心飾）（ 赵梦娇（中國大陸配音） / 連婉鈞（台灣配音）/ 何凱怡（香港配音））
願望大賽中對參賽者說明規則和大賽進度的引導員。
負責在每屆大賽開始前將願望驅動器和ID核心（參賽資格）交給參賽者。
非常重視比賽公平性，對英壽打聽願望大賽的真相感到不安與疑惑。
第10話在重塑世界後成為英壽的姐姐，並對此狀況而不滿。
於聯動劇場版《假面騎士GEATS×REVICE MOVIE Battle Royale》中透過克拉斯使用視覺驅動器洗腦操控，一度成為騎士大逃殺的引導員「小惡魔茲姆莉」直到吉洛里將賽事導正回來而得以解除洗腦。
第16話得知英壽尋找的母親是自己的前任者時表示自己因為某些原因不能告訴英壽。
第33話不情願地聽從奇拉米的命令去招募新的假面騎士。
第38話時得知自己為斯維爾設計出的創世女神後繼者，並理解到是因為自己的祈禱而使英壽復活。
第41話被景和帶走後，第42話被吉特變成創世女神時拼命反抗，而成為不完全但擁有創世之力的創世女神。
第45話在韋恩的協助下逃出後，前去阻止英壽和景和的戰鬥，突然自己的身體與英壽的ID核心發出光芒後，身體恢復原本的樣貌。
最終話得知被黑茲姆莉操控身體射殺英壽。世界改變後守護著「GEATS的祠」。
吉洛里 / 遊戲管理者（忍成修吾飾）（周健（中國大陸配音） / 陳彥鈞（台灣配音） / 何偉誠（香港配音））
假面騎士GLARE的變身者。
願望大賽中在沙龍上支援參賽者的禮賓部人員，同時是願望大賽中的GM。
第10話在重塑世界後成為英壽的父親。
第14話變身成假面騎士GLARE對韋恩洗腦，操控韋恩攻擊英壽。
第16話因鞍馬光聖的舉報，並在尼拉姆親眼見證下被其認定失去GM資格，最後被尼拉姆強制退場後消失。
第48話以作為「終幕的願望大賽」的遊戲管理者其中一員復活現身，將英壽傳送至斯維爾和莎瑪絲所在處，並否定只招待部分VIP的願望大賽，決定反抗營運，最終話因四次元之門關閉後與營運一同消失。
尼拉姆（北村諒飾）（彭尧（中國大陸配音） / 張立昂（台灣配音） / 陳啟熾（香港配音））
假面騎士GAZER的第一任變身者。
願望大賽的遊戲製作人，擁有GM職位的任命權。
第21話接受英壽的委託，在道長面前變身成假面騎士GAZER並對其攻擊，最後承認道長的力量而沒給予最後一擊。
第23話因讓參賽者知曉一切就會忘記一切，而拒絕英壽說出大賽秘密的要求，反讓英壽等人去邪魔花園奪回視覺驅動器。預定在回收驅動器後做出最終決定，打算結束以這個世界為舞台的願望大賽系列。
第32話企圖回收英壽從道長身上奪走的視覺驅動器而與其戰鬥，最後戰鬥中兩人同時被道長攻擊而掉入落穴中消滅。
第35話在斯維爾的權限下復活，後對茲姆莉和韋恩下達準備撤收的宣言，第36話讓吉恩去與凱凱拉和貝羅芭交涉請求歸還視覺驅動器，作為交換在願望大賽結束前指派韋恩去調查美津芽。
第38話在得知斯維爾指名茲姆莉成為創世女神的繼承人後，對此做法強烈反對，結果被莎瑪絲用槍射殺而死亡，於前傳《GEATS EXTRA 假面騎士GAZER》得知在死後回到未來重新設計。
莎瑪絲（安田聖愛飾）（ 姜贺（中國大陸配音） / 錢欣郁（台灣配音） / 羅婉楓（香港配音））
尼拉姆的部下，在尼拉姆死後成為新任的遊戲製作人。
第38話開槍射殺尼拉姆，將視覺驅動器奪走宣稱自己為繼任者。
最終話在四次元之門被關閉時陷入半瘋狂狀態，最後與營運一同消失。
奇拉米（山崎樹範飾）（李楠（中國大陸配音） / 胡鎮璽（台灣配音）/ 郭湛深（香港配音））
假面騎士GLARE2的第一任變身者。
願望大賽新上任的GM，情緒總是很高漲，會用奇怪的語調說話。
第22話變身成假面騎士GLARE2作為鬼抓人遊戲的追捕目標，最後被道長和大智攻擊，驅動器被貝羅芭奪走。
第33話計畫從道長手中奪回視覺驅動器和復活願望大賽，命令茲姆莉招募新的假面騎士，在招募的假面騎士陸續被擊敗後向吉恩和凱凱拉提出協力請求，在道長現身後從其手中取回驅動器，並接受挑釁與其戰鬥，但在第34話被復活的英壽攻擊，最後被道長消滅。
斯維爾（松岡禎丞聲）（皇贞季（中國大陸配音） / 胡鎮璽（台灣配音）/ 袁德基（香港配音））
假面騎士GAZER的第二任和假面騎士REGADΩ的變身者。本劇最終反派。
遙遠未來的人類，願望大賽的創始人，站在營運頂點的男人。
在察覺到美津芽身上有奇蹟的力量而將其變成創世女神的人。之後，長期將美津芽視為「能實現願望的無意志道具」，並設計茲姆莉作為後繼者來再現此力量。
將現代生活中的人們視為馬戲團動物。
第34話在英壽和道長的面前現身，正式宣布舉辦假面騎士之間的戰鬥，來實現讓理想世界的願望大逃殺。
第37話命令創世女神實現「英壽不存在的世界」，但被創世女神拒絕，後命令尼拉姆阻止英壽拯救創世女神。
最終話在殺死英壽後企圖殲滅景和等人，但在英壽成為神回歸後反被其擊敗並破壞。
美津芽 （井咲奈奈飾、寺崎裕香聲）（杨希（中國大陸配音） / 劉如蘋（台灣配音） / 成樂怡（香港配音））
浮世英壽第一世的母親，茲姆莉的前任引導員，創世女神。第7、30、38話登場。
在2000年前的願望大賽中與當代的願神發生禁忌之愛，在三天三夜的祈禱後誕生出孩子並獲得改變世界的奇蹟之力，因此遭到斯維爾使用視覺驅動器變成創世女神，被願望大賽官方利用。
第38話與英壽見面，在交談後留下對英壽的祝福後，因創世之力耗盡而消失。
吉特（佐藤流司飾）（陌上（中國大陸配音） / 張立昂（台灣配音） / 陳漢祺（香港配音））
假面騎士REGAD的變身者。
出現在英壽的世界的營運方新任GM，作為斯維爾的助手而設計出的存在，因滿足喜愛殘酷表演的核心觀眾的需求而有著「Bad End承包人」的稱號。
在執行斯維爾下達「讓英壽死去完成Grand End」的命令而行動的同時，也企圖讓茲姆莉成為第二個創世女神。
擅長空手使用猛烈的格鬥攻擊和使用特殊警棍使出無情的一擊。
第40話向凱凱拉和貝羅芭提出合作共鬥打倒英壽，並作為合作的回報提供兩人擁有高級力量的黑卡。
第47話看見英壽恢復原本樣貌後變身成假面騎士REGAD與其對決，被擊敗後身體數據化，被在空中的斯維爾吸收。
黑茲姆莉（青島心二飾）（ 赵梦娇（中國大陸配音） / 連婉鈞（台灣配音）/ 何凱怡（香港配音））
吉特使用茲姆莉眼淚的結晶創造用於引導「Bad End遊戲」的引導員，具有覺醒成破壞女神的可能性。
第48話宣布「終幕的願望大賽」開幕，讓收到驅動器的普通人強制變身成假面騎士互相戰鬥。
最終話操控茲姆莉的身體去射殺英壽。在四次元之門被關閉後與營運一同消失。
克拉斯（池田鐵洋飾）
真島一樹（小野健斗飾)
尼梅魯（陳內將飾）
米伊露（白石優愛飾）

## DGP觀眾
吉恩（鈴木福飾）（ 孙志诚（中國大陸配音） / 喬資淯（台灣配音）/ 張添勝（香港配音））
假面騎士ZIIN的變身者。
觀看願望大賽的觀眾之一，浮世英壽的支援者。
第18話得知能自由進出邪魔領域，對英壽關於觀眾身分的提問，以「在次元中旅行的觀光客」回答。
第23話變身成假面騎士ZIIN追擊貝羅芭，後作為支援協助英壽去邪魔花園奪回視覺驅動器，在與貝羅芭的對話中，讓英壽得知大賽營運方和觀看大賽的觀眾皆為遙遠未來的存在。
第27話向景和、禰音和尼拉姆詢問英壽相關的事情，並向英壽確認其多次輪迴轉世的事實，隨後為了保護在戰場上昏睡的英壽，與貝羅芭變身的假面騎士GLARE2和邪魔徒騎士戰鬥。
第28話的最後將自己的鐳射躍動昇華器託付給英壽使用，說出自己想「找到活在自己時代的意義」後回到未來。
第32話在英壽受到胴殼魚邪魔徒的襲擊時突然回歸並拯救英壽，回到觀眾室將對願望大賽的研究結果告訴英壽。
第37話按照尼拉姆的請託從貝羅芭手上拿回被奪走的視覺驅動器，但隨後將其中一條視覺驅動器交給英壽使用，讓其完成見母親之事。
最終話前去「GEATS的祠」與茲姆莉交談，提到有要再次舉辦支持想要幸福願望的新一輪願望大賽，並對茲姆莉請求成為大賽的引導員。
於前傳《GEATS EXTRA 假面騎士GAZER》中被神邪魔徒攻擊而消滅。
凱凱拉（俊藤光利聲、飾）（ 余奇明（中國大陸配音） / 胡鎮璽（台灣配音）/ 陳健豪（香港配音））
假面騎士KEKERA和高級KEKERA的變身者。
觀看願望大賽的觀眾之一，櫻井景和的支援者。
平時在觀眾室以青蛙的姿態見人，雖然說話粗暴，但卻會給予強而有力的支援。
第24話以人類的姿態出現，與吉恩和邱恩一同變身成假面騎士與貝羅芭戰鬥。
第28話從觀眾室的螢幕上得知英壽經歷多次輪迴一事。
第33話拒絕奇拉米提出的協力請求，在第34話時與貝羅芭以「珍藏的不幸」交涉來復活景和，設計讓沙羅參加願望大逃殺，企圖激發景和的力量。
第36話認為必須讓景和經歷悲劇才能讓其成為真正的假面騎士，與貝羅芭一同跟胴殼魚邪魔徒交涉，命令其殺死沙羅，作為交換來復活所有被擊敗的邪魔徒。
第37話時與貝羅芭在歸還視覺驅動器前一同前往創世女神面前許下各自最後的願望，後與貝羅芭在延長戰所在之處觀戰。
第46話企圖擊敗耗盡體力的道長但被景和阻止，在憤怒到達頂點的狀況下向景和宣戰並離開。
第47話實現「假面騎士只有假面騎士TYCOON存在的世界」，利用人質企圖讓景和犧牲別人的幸福去拯救人，卻因景和和大智的計畫而失敗，最後被景和擊敗並消滅。
- 該角色的青蛙塑像為藝術家松下太紀所製作。[72]

邱恩（水江建太飾）（ 路扬（中國大陸配音） / 喬資淯（台灣配音）/ 黃文軒（香港配音））
假面騎士KYUUN的變身者。
觀看願望大賽的觀眾之一，鞍馬禰音的支援者。
沒有向禰音透露自己的真實身分，因為個性問題無法在禰音面前表達自己的真實感受，所以在觀眾室都是透過特殊的信紙與禰音對話，出現在禰音眼前時會用尖酸刻薄的話忠告，信上則是用溫柔的話語鼓勵。
第29話中被禰音揭穿真面目。在與禰音面對面交談時會無法傳達本意，結果說出反話導致與禰音之間陷入險惡的氣氛中。
第30話得知禰音的身世後對光聖強烈譴責，不知道自己該如何面對禰音，在英壽的勸說和協助下下定決心，闖入比賽會場拯救禰音。
第33話向恢復記憶的禰音提出來到未來生活的邀請。
第37話時將願望大賽官方要結束這時代並且就算贏得這次的勝利也無法許願之事告訴禰音。
第38話出現在失去作為假面騎士記憶的禰音面前企圖喚醒其記憶但失敗，最後只能與吉恩及其他觀眾們回到未來，於最終話與禰音重逢。

## 邪魔花園
阿基梅德（春海四方飾）（ 李天支 （中國大陸配音） / 張立昂（台灣配音）/ 陳力航（香港配音））
在邪魔花園種植邪魔徒的神祕老人，企圖破壞願望大賽，但本質上是想要創造出一個可以讓邪魔徒自由生活的世界。
第23話與貝羅芭一同讓道長和大智得知，大賽營運方和觀看大賽的觀眾皆為遙遠未來的存在。
第31話將自己的身體交給胴殼魚邪魔徒，被其吞噬。
貝羅芭（並木彩華飾）（ 空灵薇薇（中國大陸配音） / 錢欣郁（台灣配音）/ 顧詠雪（香港配音））
假面騎士BEROBA、假面騎士GLARE2第二任和高級BEROBA的變身者。350歲。
支援邪魔徒的贊助商，吾妻道長的支援者，邪魔徒大賽的GM。
宣稱自己「最喜歡人的不幸」，為達目的不擇手段。
第21話在邀請賽季中被淘汰的五十鈴大智作為參謀加入後，宣言成立對抗假面騎士的游擊隊組織，企圖奪走願望大賽營運方持有的「創世女神」。
第23話變身成外觀巨大的假面騎士BEROBA，將邪魔花園內的一切破壞，包含英壽在內的假面騎士們、阿基梅德和邪魔徒也捲入其中。
第24話電波劫持營運方的放送，宣布邪魔徒大賽的開賽和遊戲目的。
第27話掃描奇拉米的指紋，得到該指紋數據而獲得變身權限，變身成假面騎士GLARE2強化邪魔徒騎士並進行襲擊，並在吉恩出手時將其擊敗。
第28話試圖殺死昏迷中的英壽，但在景和與禰音的救援下失敗，遊戲再次開始時攻擊英壽，卻被因獲得吉恩幫助的英壽擊敗，隨後被突然現身的道長奪走視覺驅動器，與其一同從該處消失。
第37話與凱凱拉在歸還視覺驅動器前一同前往創世女神面前許下各自最後的願望，後與凱凱拉在延長戰所在之處觀戰。
第43話在混亂中宣言「世紀末遊戲」開幕，並且說服綁架光聖的女兒的綁架犯沼袋一男綁架禰音。
第46話與凱凱拉一同搶奪大智的智慧之樹，企圖讓樹成長成邪魔徒來引導世界毀滅，並與前來阻止的道長戰鬥，最後被其擊敗並消滅，於完結篇《假面騎士GEATS Jyamato·Awaking》得知在決戰過後則是直接被送回到了未來，為了傳達尼拉姆的訊息而戴著視覺驅動器從未來回到了現代，而實際的目的則是為了喚醒道長體內的「邪魔徒之力」使其覺醒成究極的邪魔徒，但因道長將「邪魔徒之力」轉變成新的力量後，而懷著不甘消散。

## 變異種邪魔徒
蒼斗（萩谷慧悟飾）
葉月（松永有紗飾）

## 弒神者
梅拉（陳成港（香港配音））
梅蘿（工藤遙飾）（黎皓宜（香港配音））

## 鞍馬財團
鞍馬禰音（くらま・ねおん）（星乃夢奈、松岡夏輝（童年）飾）
鞍馬伊瑠美（くらま・いるみ）（遊井亮子飾）（ 周童（中國大陸配音） / 連婉鈞（台灣配音）/ 吳茵（香港配音））
鞍馬禰音的母親。
對女兒禰音的直播抱持否定，並試圖說服其停止直播活動。
第20話發現禰音是假面騎士，而丈夫在背後支援一事後情緒失控，致電女兒希望其離賽不果。
第30話因為碰觸禰音的ID核心的關係而恢復過去被封藏的記憶。
第45話在與禰音逛街購物時，遭受到奏斗的襲擊而受傷。
鞍馬光聖（くらま・こうせい）（笠原紳司飾）（ 张舸（中國大陸配音） / 胡鎮璽（台灣配音）/ 李家傑（香港配音））
假面騎士GYA-GO的變身者。
鞍馬禰音的父親，所屬財團是願望大賽的贊助商之一，不同與妻子嚴厲地監控女兒的態度個人方面比較傾向禰音的自主性發展。
第25話與尼拉姆的對話中得知獨生女禰音是使用創世女神的力量而獲得的。
第29話得知在自己的親生女兒鞍馬明里被殺害而絕望時，以支援願望大賽作為代價，在尼拉姆的協助下實現「我理想中的女兒禰音生活的世界」的願望。
第39話在邪魔徒陸續出現造成騷動後，因失去營運做為後盾，被政府視為搜查對象。
第43話因黑幫騎士襲擊看守所而恢復自由，在沼袋一男綁架禰音後，從伊瑠美的話語中意識到自己也愛著禰音，後向英壽土下座請求而得到遊戲登錄權，變身成假面騎士GYA-GO對貝羅芭和沼袋發起攻擊，第44話在保護禰音後失去意識送入醫院，在醫院中醒來時將自己的ID核心交給禰音。
班&約翰（麥可·K & 湯姆·康斯坦汀飾）（ 陌上&粟大伟（中國大陸配音） / 胡鎮璽&喬資淯（台灣配音）/ &張振熙（香港配音））
假面騎士LANCER（班）、假面騎士GARUN（約翰）的變身者。
鞍馬禰音的SP（Security Police），每當禰音離家出走而被折騰。
第14話協助禰音調查鞍馬財閥的秘密時，尋找到自己的ID核心碰觸後得知兩人曾經為願望大賽參賽者，並將調查報告回報給禰音。
第33話兩人從茲姆莉手上取回自己的ID核心恢復願望大賽的記憶，隨後被道長襲擊，變身戰鬥後被其擊敗，最後ID核心被道長破壞，失去作為假面騎士的記憶並無法再次變身。
- 約翰的ID核心紋章為虎，色調為白色。
- 班的ID核心紋章為豹，色調為黑色。

## 《假面騎士GOTCHARD》
一之瀨寶太郎（いちのせ・ほうたろう）（本島純政飾）（ 喬資淯（台灣配音） ／ 張添勝（香港配音） ／李绍刚（大陸配音） ）
續作《假面騎士GOTCHARD》的主角，於最終話追著蹦蹦跳跳的蝗蟲1駕馭克米卡。
蝗蟲1（CV：福圓美里）（  連婉鈞（台灣配音） ／ 吳茵（香港配音） ／真心（大陸配音） ）
續作《假面騎士GOTCHARD》中登場的蝗蟲型克米，於最終話以駕馭克米卡的形式登場。

## 其他演出
- 福岡福男 - 三宅康敏（1、7、13、48、49）
- 女高中生A - 竹內麗（1）、佐月繪美（3）、榎本遥菜（41）
- 女高中生B - 福島愛（1）、火野さあや（3）
- 百合山美玖 - 根岸晴子（1、2）
- 源景虎 - 神前元（1、2）
- 桃木野明沙 - 林本奈奈（1、2）
- 平直人 - 豐田溫大（2）
- 平民子 - 太田美惠（2）
- 院長 - ふるごおり雅浩（2）
- 社員 - 武島龍兒（3）
- 執事 - 本間識章（3、4、10）
- 今井透[注 46] - 前川佑（5、6、9、25、26）
- 鐵男 - 栗山英宜（5、49）
- 導演 - 杉山俊介（5）
- 櫻井茂 - 松山傑（8）
- 櫻井由紀乃 - 宗本汐理（8）
- 上司 - 枝光利雄（10）
- 參加者1 - 山崎秀樹（10）
- 參加者2 - 千鶴知ゐ（10）
- 尾形次郎 - 須藤公一（11、12）
- 葉山梢 - 月島琉衣（11、12）
- 葉山良樹 - 菊池爽（11、12）
- 紅帽少女[注 47] - 佐原杏奈（13、14）
- 大田原麻美 - 森りさ（18、19）
- 陸 - 及川欽之典（18、19）
- 陸的母親 - 石原溫美（18、19）
- 我那霸真紀 - 嶋村友美（20、21）
- 我那霸潤 - 田澤泰粋（20、21）
- 我那霸澪 - 新井琉月（20、21）
- 鬼塚豐 - 植木紀世彦（25、26）
- 翔太 - 田中玲（25、26）
- 翔太的母親 - 外村道子（25、26）
- 男學生A - 山本主稅（25）
- 男學生B - 宮地樹（25）
- 記者 - 大浦理美惠（29）、結城早苗（43）
- 市民A - 北村海（31）
- 市民B - 星南のぞみ（31）
- 男孩 - 松平將馬（31、32）
- 女高中生 - 吉岡千波（31）
- 上班族 - 伊藤俊（31）、鶴森久大（47）
- 播報員 - 山崎彩（33、39、40、43）
- 警察 - 高田將司（33）[21]
- 男性 - 井上尚（33）
- 假面騎士GROOVY / 永山一德 - 永德（33）[21]
- 警察官 - 西尾季隆（X-GUN）（39）[78]
- 房仲 - 三浦マイルド（39）[78]
- 政府高官 - 市川九團次（39）[78]
- 女性 - 大高みなみ（39）、花田優里香（47）
- 少年A - 旺輝（39）
- 少年B - 安宅波颯（39）
- 店長 - さがね正裕（X-GUN）（40）[79]
- 大西 - 水野直（日语：水野直 (俳優)）（41、42）[38]
- 假面騎士TURBON / 淺利切人 - うえきやサトシ（43）[76]
- 假面騎士BRALI / 沼袋一男[注 48] - 関ヒロユキ（43、44）[76]
- 惡棍A - 湯口清隆（43、44）
- 惡棍B - 鹽原孝信（43、44）
- 惡棍C - 櫻井理衣（43、44）
- 鞍馬明里 - 松岡夏輝（44）
- VIP紳士 - ジャン・裕一（45 - 48）
- VIP淑女 - 井上奈奈（井上奈々）（45 - 48）
- 少年 - 中村羽葉（47）
- 中井健吾 - 加藤憲史郎（48）
- 添田真央 - 森田ハンナ（48）
- 公司員工 - 高橋悠太（48）
- 母親 - 清野りな（48）
- 警備員 - 繩田雄哉（超戰鬥DVD）

## 聲音演出
- 旁白（1、24、32）、營運旁白（2 - 23、33 - 49） - 鹽野潤二 / 周健（中国大陆配音） / 胡鎮璽（台灣配音） / 張振熙（香港配音）
- 旁白（24、32） 、JGP旁白（25 - 31）- 渡部紗弓[80] / 劉如蘋（台灣配音） / 楊樂瑤（香港配音）
- 邪神 - 渡邊美佐（31、32）[81]
- 願望驅動器系統語音 - / 余奇明（中国大陆配音）
- 視覺驅動器、鐳射躍動昇華器、ZILLION DRIVER系統語音 - 松岡禎丞[82] / 皇贞季（中国大陆配音）

## 註腳